# Museo archeologico ambientale
Il museo archeologico ambientale dell'area emiliano-bolognese, talvolta indicato come Museo archeologico ambientale di Bologna, è un museo archeologico che si articola in due diversi poli didattico-espositivi: quello allestito presso l'ex caserma dei Carabinieri in via Emilia, ad Anzola dell'Emilia, e quello del cassero di Porta Garibaldi, a San Giovanni in Persiceto, dove si trova la sede principale.
Il museo fa parte del Sistema Museale Nazionale.

## Descrizione e storia
Il museo archeologico ambientale presenta il rapporto tra uomo, l'ambiente e il territorio riunendo in unica rete museale due aree tematiche complementari. I rispettivi comuni hanno scelto di accorpare i due spazi espositivi per ottimizzare la gestione e la fruizione delle diverse strutture museali, una scelta simile a quella per cui ha optato il comune di San Giovanni in Persiceto per il Museo del cielo e della terra.
La sede espositiva di Anzola, inaugurata nel 2011, dà modo di approfondire le proprie conoscenze su Anzola al tempo delle terramare, a partire dalla capanna ricostruita in scala 1:1 nel giardino del museo. All'interno, l'allestimento è corredato di oggetti ricostruiti delle epoche passate che permettono un'esperienza tattile.
Nella sede di San Giovanni in Persiceto sono presentati i reperti emersi durante gli scavi archeologici nel territorio di San Giovanni in Persiceto, Crevalcore e Sant'Agata Bolognese, databili dall'età del Ferro fino al periodo rinascimentale.

## Attività
Presso la piccola area di riequilibrio ecologico di San Giovanni in Persiceto, La Bora, dotata di attrezzature per l'analisi dei micro e dei macroreperti botanici, si svolgono i laboratori archeoambientali.